# Редуктоны
Редуктоны - органические соединения, общей структуры RC(OH)=C(OH)C(=O)R содержащие ендиольный фрагмент, стабилизированный сопряжением с соседней карбонильной группой.
Ендиолы-редуктоны такой структуры являются сильными восстановителями, как правило, довольно сильными кислотами и обычно являются продуктами окисления соседнего с карбонильной группой углеродного атома в моносахаридах.
Наиболее известным редуктоном является аскорбиновая кислота (витамин С), которая у позвоночных синтезируется из глюкозы, при этом редуктонный фрагмент аскорбиновой кислоты образуется на стадии окисления соседнего с лактонным карбонилом атома углерода L-гулонолактона с образованием 2-кетогулонолактона, за которым следует енолизация 1-гидроксикетонного фрагмента в ендиольный: